# Catasetum osculatum
Catasetum osculatum es una especie de orquídea epifita, originaria de Sudamérica.

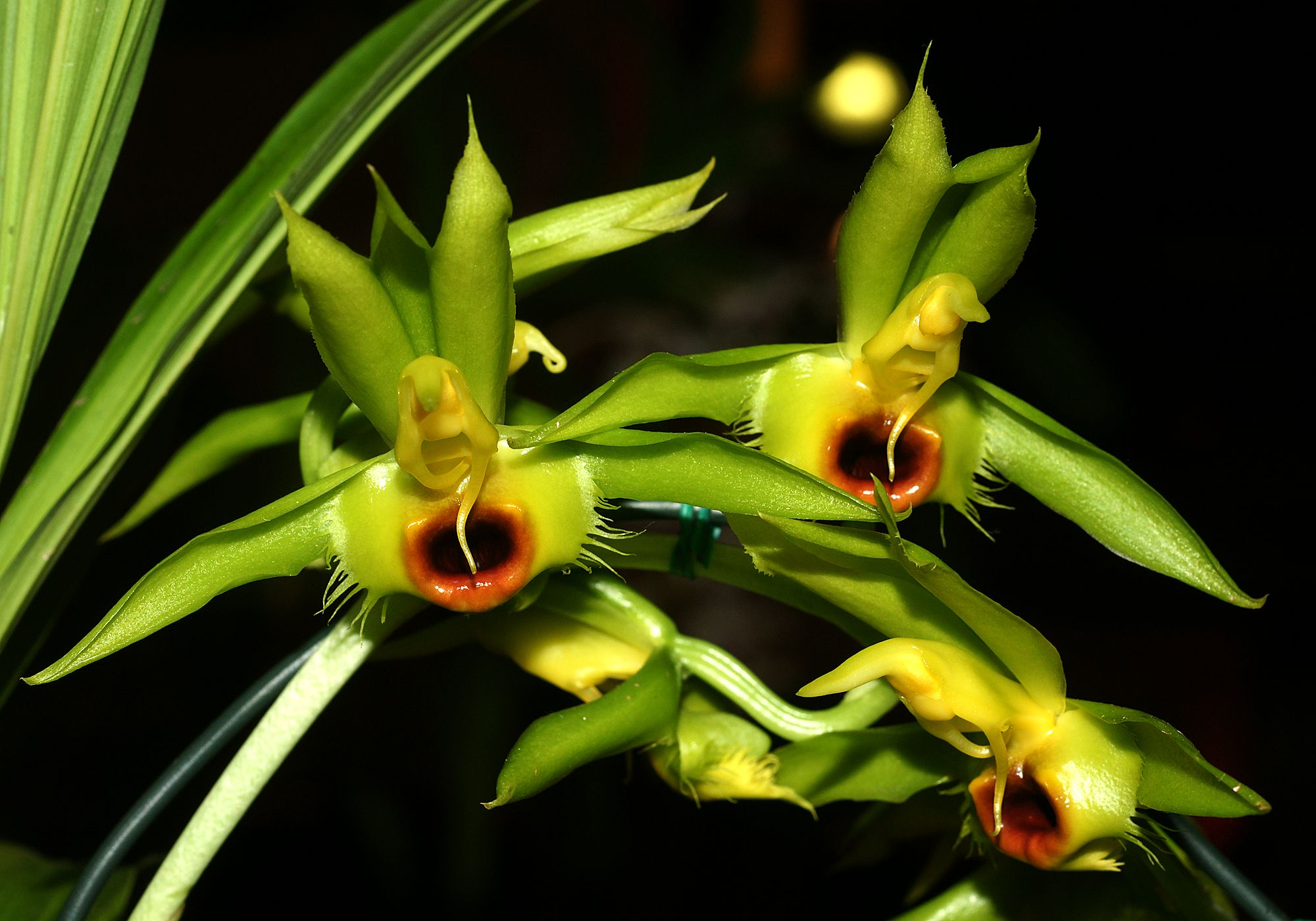
Detalle de las flores

## Descripción
Es una especie de orquídea de gran tamaño que prefiere el clima cálido,  epifita  con pseudobulbos fusiformes,  agrupados, envueltos basalmente por vainas caducifolias, que llevan  11 hojas, arqueadas, oblanceoladas, y plegadas. Florece en una inflorescencia basal, arqueada a colgante, de 46 cm de largo, con hasta 20 flores, surgida de un pseudobulbo recientemente maduro y que se producen en el verano y durante el invierno en Brasil y se cultiva mejor en una cesta para acomodar el arqueo de la inflorescencia colgante. Esta especie es similar a Catasetum saccatum pero no tiene los sépalos cortos y anchos y los pétalos y la columna es completamente diferente así como la abertura del labio es en forma de corazón.

## Distribución y hábitat
Se encuentra en el suroeste de Brasil desde el Mato Grosso, Mato Grosso do Sul y Rondonia, en galería de los bosques amazónicos en las palmas de árboles vivos y muertos en alturas de 200 a 500 metros.

## Taxonomía
Catasetum osculatum fue descrito por Lacerda & V.P.Castro y publicado en Bradea, Boletim do Herbarium Bradeanum 6(44): 381. 1995.
osculatum: epíteto latino que significa "con boca pequeña".